# 호요리촌
시쿠카 촌(일본어: 帆寄村 호요리무라[*])은 일본이 지배하던 시기의 사할린에 있던 마을이다. 법적으로는 1949년 6월 1일, 국가 행정 조직법 시행에 따라 폐지되었다. 1941년, 인구는 1,787명이였다.